# Chiesa dei Santi Pietro e Paolo (San Giuliano Terme)
La chiesa dei Santi Pietro e Paolo o chiesa di Corliano o Romitorio di Corliano, originariamente consacrata a Santo Stefano, si trova nel comune di San Giuliano Terme in provincia di Pisa nei pressi del borgo di Corliano, lungo l'antica Via Aemilia Scauri, poi conosciuta come Via Julia Augusta e infine Strada statale 12 dell'Abetone e del Brennero.

## Storia e descrizione
La chiesa potrebbe essere stata costruita su un antico tempio romano, che la gens pisana dei Venuleii (una famiglia etrusca di rango consolare proprietaria di fornaci per figlinae) dedicò alla Bona Dea o Grande Madre (riconducibili all'antico culto femminile di Anna Perenna, amnis perennis, divinità delle acque) forse per le proprietà galattofore della fonte “del fico grosso”, detta anche “del latte”, all'interno del parco di Corliano. L'acqua della fonte proviene dal monte Solvana, sorgente dell'antico acquedotto romano di Caldaccoli, e avrebbe avuto la proprietà di far tornare il latte alle puerpere che lo avevano perduto. Secondo la leggenda medievale San Torpé fu convertito e battezzato dal "presbyter-eremita" Antonino da Lucca alla "fons vulgo" presso il "Romitorio di Corliano". Un'antica tradizione ecclesiastica ed erudita pisana identificò quest'acqua con la fonte del latte di Corliano; da allora, l'acqua, divenuta miracolosa, si tramanda facesse venire il latte alle puerpere e dovrebbe al battesimo di San Torpé il potere galattoforico per cui va ancora nota. Nella zona di Aquae Pisanae (poi Bagni di Pisa e ora San Giuliano Terme) sono stati infatti ritrovati numerosi laterizi bollati da VE(nuleius) APRO(nianus), impiegati nella costruzione dell'acquedotto destinato al fabbisogno idrico della vicina Pisa e forse delle terme “di Nerone”, in un'età che è stata indicata attorno all'ultimo quarto del I secolo d.C.
Il primo documento che attesta la presenza della chiesa sono le “Rationes Decimarum” del 1296, ma la presenza di fondamenta ad oltre 4 metri sotto il livello del terreno e il modello protoromanico delle 4 monofore sui lati, fanno pensare alla sua costruzione come cappella della Pieve di San Marco a Rigoli, che è attestata già nel 922. Nel XV secolo diventò oratorio della Compagnia del Santissimo Sacramento e nel 1596 venne acquistata da Pietro di Niccolao della Seta che la consacrò a San Pietro. Alla fine del settecento la chiesa venne restaurata, trasformando la parte sotto il livello del terreno in sepolcreto di famiglia, acquistando un altare dalla chiesa di San Torpè e facendo decorare la volta al pittore pisano Nicola Matraini, attivo nella seconda metà del secolo, noto per gli affreschi alla Sala della Farmacia nella Certosa di Pisa. L'11 dicembre 1859 Maddalena Serristori, figlia di Luigi Serristori e vedova di Andrea Agostini Venerosi della Seta, fece consacrare la chiesa dal pievano di Rigoli ai Santi Pietro e Paolo.

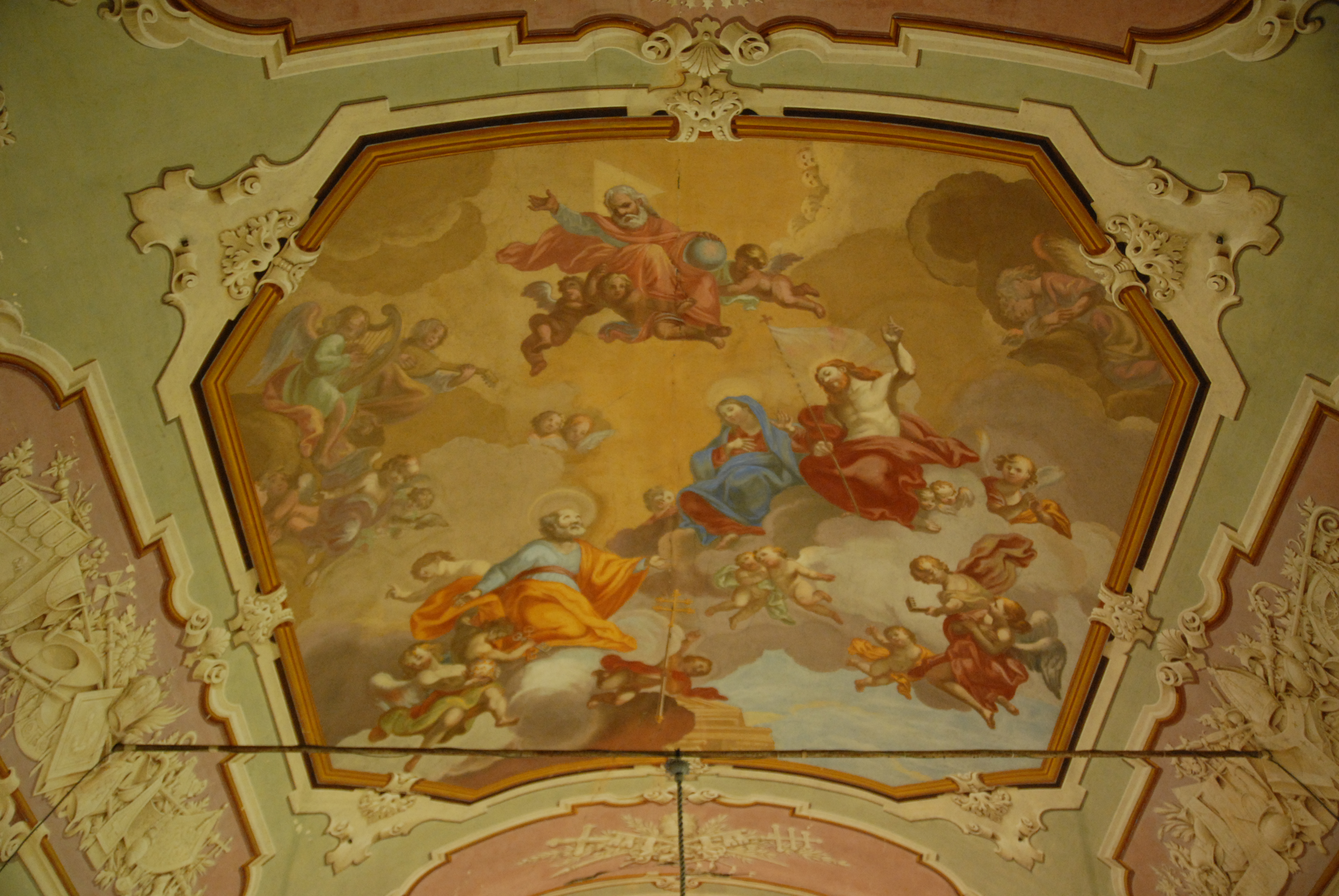
Nicola Matraini, Trionfo di San Pietro, 1793. A sinistra i paramenti liturgici ortodossi e a destra quelli cattolici

La chiesa, ancora oggi officiata, ha un'unica navata con il campanile a vela impostato sul tetto a capanna e parato a grosse bozze di pietra intervallate da scansioni in mattone. Sorge all'interno del parco dalla Villa di Corliano, che appartiene alla famiglia Agostini Venerosi della Seta. Nella chiesa era conservata una grande pala di mano di Domenico Cresti, detto il Passignano, raffigurante una Madonna col Bambino e i Santi Pietro, Jacopo, Anna e Caterina e un'antica reliquia di Santo Stefano.